# Stenotrema magnafumosum
Stenotrema magnafumosum är en snäckart som först beskrevs av Henry Augustus Pilsbry 1900.  Stenotrema magnafumosum ingår i släktet Stenotrema och familjen Polygyridae. Inga underarter finns listade i Catalogue of Life.